# Delago-Rókalyuk
A Delago-Rókalyuk a Duna–Ipoly Nemzeti Park területén lévő Pilis hegységben, az Oszolyon található egyik barlang.

## Leírás
Csobánka külterületén, Margit-ligeten, két méteres sziklakibúvás tövében, bokros hegyoldalban van természetes jellegű, nyugatra néző bejárata. A Delago-barlangtól 30°-ra, 35 méterre, 2 méterrel magasabban van a Delago-Rókalyuk bejárata. A 3,2 méter hosszú járat felső triász tömött fehér vastagpados dachsteini mészkőben jött létre. Falain korróziós oldásformák figyelhetők meg. Fokozatosan összeszűkül szűk, hasadékszerű járata. Száraz az üreg és sok pók előfordul benne. Kitöltése száraz agyagos törmelék és humusz. Végpontjától befelé egy keskenyebb részen még tovább lehet látni másfél métert, de nincs nagyon jelentősége a barlangnak.
Előfordul a barlang az irodalmában Delago-rókalyuk (Kárpát 1990), Delagó-rókaluk (Kraus 1997) és Delagó Rókalyuk (Kárpát 1991) neveken is.

## Kutatástörténet
Az 1967-ben napvilágot látott Pilis útikalauz című könyvben az jelent meg, hogy az Oszoly Csobánkára néző, nyugati oldalán, az erdővel körülvett mészkősziklák között több jelentéktelen üreg található. Az 1969. évi Karszt- és Barlangkutatási Tájékoztatóban publikált közlemény szerint 1969 augusztusában a Szpeleológia Barlangkutató Csoport a Kevélyekben szervezett tábor során fix pontokat helyezett el az Oszoly és az Oszoly-oldal 8 kisebb-nagyobb üregében.
Az 1974-ben megjelent Pilis útikalauz című könyvben, a Pilis hegység és a Visegrádi-hegység barlangjainak jegyzékében (19–20. old.) meg van említve, hogy a Pilis hegység és a Visegrádi-hegység barlangjai között vannak az Oszoly barlangjai. A Pilis hegység barlangjait leíró rész szerint a Csobánka felett emelkedő Oszoly sziklái között másféltucat kis barlang van. Ezeket a Szpeleológia Barlangkutató Csoport térképezte fel és kutatta át rendszeresen. E kis barlangok többsége nem nagyon látványos, de meg kell említeni őket, mert a turisták, különösen a sziklamászók által rendszeresen felkeresett Oszoly sziklafalaiban, valamint azok közelében némelyikük kitűnő bivakolási lehetőséget nyújt.
1990-ben lett kibontva bejárata. 1990-ben Kárpát József rajzolt egy áttekintő térképet, amelyen megfigyelhető az oszolyi sziklamászó-iskola barlangjainak földrajzi elhelyezkedése. Ezen a térképen látható a Delago-rókalyuk földrajzi elhelyezkedése. Az 1991-ben megjelent útikalauzban meg van ismételve az 1974-es útikalauzban lévő leírás, amely az Oszoly barlangjait általánosan ismerteti. A Kárpát József által írt 1991-es összeállításban meg van említve, hogy a Delagó Rókalyuk (Csobánka) 2 m hosszú és nincs mélysége. Az 1996. évi barlangnap túrakalauzában meg van ismételve az 1991-ben kiadott útikalauzban található leírás, amely az Oszoly barlangjait általánosan ismerteti.
1997. június 6-án Kárpát József 1990-es oszolyi áttekintő térképe alapján Kraus Sándor rajzolt helyszínrajzot, amelyen az oszolyi sziklacsoportok D-i részén lévő barlangok földrajzi elhelyezkedése van ábrázolva. A rajzon megfigyelhető a Delagó-rókaluk földrajzi helyzete. Kraus Sándor 1997. évi beszámolójában az olvasható, hogy az 1997 előtt is ismert Delagó-rókaluknak volt már térképe 1997 előtt. A jelentésbe bekerült az 1997-es helyszínrajz. A 2005-ben megjelent Magyar hegyisport és turista enciklopédia című könyvben meg van említve, hogy az Oszoly erdejében elszórtan sziklatömbök és kis barlangnyílások váltogatják egymást. A KvVM Barlang- és Földtani Osztályon található egy, a barlangot ábrázoló alaprajz térkép keresztmetszettel, amely 1:100 méretarányban van rajzolva. A térképen nem szerepel a készítő neve és a térkép készítésének dátuma.